# Rejosari (Pamenang)
Rejosari is een bestuurslaag in het regentschap Merangin van de provincie Jambi, Indonesië. Rejosari telt 1947 inwoners (volkstelling 2010).